# Песвице
Песвице (чеш. Pesvice) је насељено мјесто са административним статусом сеоске општине (чеш. obec) у округу Хомутов, у Устечком крају, Чешка Република.

## Становништво
Према подацима о броју становника из 2014. године насеље је имало 133 становника.